# Повстання шейха Саїда
Повста́ння Ше́йха Саї́да — курдське (зазьке) повстання в Туреччині, що відбулося 1925 року під керівництвом шейха Саїда. Повстання було реакцією курдських племінних груп заза, які дотримувалися суворих релігійних сунітських традицій у відповідь на секуляризаційну політику, що проводилася урядом новоутвореної Турецької республіки.

## Передісторія
Підготовка до повстання почалася ще 1924 року. До скасування халіфату Мустафою Кемалем-пашею, існувала відносна турецько-курдська політична й ідеологічна єдність. Крім того, в тому ж році курдську мову було заборонено вживати в громадських місцях. Курдська організація «Азаді» активно займалася антитурецькою націоналістичною пропагандою. Після заколоту військовослужбовців-курдів у 7-му армійському корпусі була арештована велика частина членів керівництва «Азаді». Тоді шейх Саїд взяв на себе керівництво підготовкою повстання, проте 13 лютого 1925 року в селі Піран під Егілом в провінції Діярбакир стався збройний конфлікт, що призвів до передчасного початку повстання.
Оскільки турецький уряд хотів вирішенням Мосульського питання залишити місцеве курдське населення в межах Туреччини, воно було готове виконати деякі з їхніх вимог, що наближалися до вимог автономії. 1 серпня 1924 року в Діярбакирі були проведені перемовини для визначення вимог курдів. У ході них курдам пообіцяли загальну амністію, спеціальні платежі з бюджету, звільнення від податків на п'ять років і відновлення діяльності шаріатських судів. Представники курдів погодилися на це й натомість обіцяли підтримати Туреччину в її претензіях на Мосул. Однак до того, як угода могла бути ратифікована на Великих Національних Зборах Туреччини, почалося повстання, яке допомогло англійцям, оскільки Туреччині довелося залучити чималу частину своїх збройних сил для його придушення, що унеможливило її гіпотетичне вторгнення до північного Іраку.
Ідеологічною основою повстання курдів під керівництвом Шейха Саїда були курдський націоналізм та іслам. Він також мав контакти з багатьма видатними курдськими діячами того часу: Алішаном з Кохгірі, Сеїдом Ризою з Тунджелі, Сімко Шікакою зі Східного Курдистану і Махмудом Барзанджі з Сулейманії в Іраку.

## Хід повстання

### Курдський наступ
Після початку повстання курди поступово захоплювали міста. 17 лютого 1925 року губернатор Генчу був захоплений у полон у провінції Бінгол. Загони під безпосереднім командуванням шейха Саїда зайняли Генч, Маден і Сиверек, а потім і Діярбакир. Інші загони захопили Варто в ілі Муш, а потім увійшли в саме місто. 23 лютого в країні було введений воєнний стан, 24 лютого було захоплено Елазиг. Через кілька днів брат Шейха Саїда Ебдуррехім захопив місто Чермик і отримав підкріплення від Шейха Ейби й людей з району Сиверек. Разом вони зайняли Ергані.

### Турецький контрнаступ
25 лютого уряд видав «Закон про зміцнення порядку» (Takrir-i Sükûn Kanunu) з надзвичайними повноваженнями для себе. 27 лютого турецька армія почала наносити авіаудари й розгорнула великий наземний наступ; всього було мобілізовано 50 тисяч підготованих турецьких солдатів. 27 квітня шейх Саїд був захоплений з 47 бійцями у своєму штабі в Генчі, засуджений до смертної кари турецьким «трибуналом незалежності» й був повішений 4 вересня. Тисячі менш впливових курдів були вбиті без суду, а населення всього району депортували.
На стороні турків проти повсталих билися представники трьох алевітських курдських племен: хормек, хайдаран і лолан. Причиною була стара ворожнеча з сунітським плем'ям сібрана, які билися на боці повстанців. Ці племена, зокрема, перешкодили захопленню Ерзінджану й Ерзуруму.

## Наслідки
Повстання проти турецької армії не могло тривати далі через відсутність важкого озброєння в повстанців. Після поразки тисячі курдів були депортовані в західну частину Туреччини. Малі загони, яким вдалося врятуватися втечею, організували партизанську війну. Сутички з урядовими військами в регіоні тривали до 1927 року.